# Weezer (álbum de 1994)
Weezer, también conocido como The Blue Album, es el álbum de estudio debut de la banda de rock estadounidense Weezer, lanzado el 10 de mayo de 1994 a través de DGC Records. El disco fue producido por Ric Ocasek, líder de The Cars.
Weezer se formó en Los Ángeles en 1992 e inicialmente tuvo dificultades para atraer al público, que estaba más interesado en la música grunge. En noviembre, grabaron un demo, titulado The Kitchen Tape, que llamó la atención de la propietaria de DGC, Geffen Records. Weezer seleccionó a Ocasek para producir por su trabajo previo con The Cars. La mayor parte del álbum se grabó en Electric Lady Studios en la ciudad de Nueva York entre agosto y septiembre de 1993. El grupo trató las guitarras y el bajo como un solo instrumento de diez cuerdas, tocando al unísono. El guitarrista Jason Cropper fue despedido durante la grabación porque la banda sentía que estaba poniendo en peligro su química; fue reemplazado por Brian Bell.
Los sencillos elegidos para promocionar The Blue Album fueron «Undone - The Sweater Song», «Buddy Holly» y «Say It Ain't So», cuyos videos musicales se convirtieron en éxitos de MTV. El álbum recibió elogios de la crítica y alcanzó el número dieciséis en el Billboard 200 de Estados Unidos y luego fue certificado triple platino por la Recording Industry Association of America (RIAA) en 1995. Sigue siendo el álbum más vendido de Weezer, habiendo vendido al menos 3,3 millones de copias en EE. UU. y más de quince millones de copias en todo el mundo hacia 2009. A menudo catalogado por los críticos como uno de los mejores álbumes de la década de 1990, Rolling Stone clasificó a Weezer en el puesto 294 en su lista de los «500 mejores álbumes de todos los tiempos» en 2020.

## Antecedentes
Weezer se formó el 14 de febrero de 1992 en Los Ángeles (California) por Rivers Cuomo, Patrick Wilson, Matt Sharp y Jason Cropper. En ese entonces, tocaban en clubes u otros pequeños escenarios en los alrededores de Los Ángeles. Sin embargo, le llevó bastante tiempo a la banda conseguir popularidad. Cuomo explicó: 

... recuerdo que estaba totalmente sorprendido por la poca gente que respondía a nosotros, porque pensaba que eramos muy buenos. Es decir, tocabamos las mismas canciones que más tarde se volverían grandes éxitos, como «The Sweater Song» y «Say It Ain't So», y las tocabamos en clubes de L.A. donde la reacción era: «Largo. Queremos una banda grunge».
— Rivers Cuomo, Rivers' Edge: The Weezer Story

El grupo grabó el demo The Kitchen Tape como un intento de crear expectación en Los Ángeles. Más tarde atrajeron la atención de divisiones artists and repertoire de algunas discográficas importantes que buscaban bandas de rock alternativo para tocar junto a That Dog. Poco después firmaron un contrato con DGC Records el 26 de junio de 1993 a cargo de Todd Sullivan, un representante de Geffen Records.

## Grabación
Mientras se preparaban para entrar al estudio de grabación, la banda se concentró en su interacción vocal practicando canciones de estilo cuarteto barbershop, lo que ayudó a que Cuomo y Sharp se sintieran más cómodos durante los ensayos. Sharp, que antes de unirse a Weezer nunca había cantado, desarrolló su voz en falsete: «Tenía que cantar una octava más arriba que Rivers. Después de mucha práctica, empecé a conseguirlo».
Quince canciones fueron ensayadas para las sesiones de preproducción del álbum en Nueva York, antes de empezar a grabar en los Electric Lady Studios. Cuatro de las canciones ensayadas fueron descartadas de la grabación: «Lullaby for Wayne», «I Swear It's True», «Getting Up and Leaving» —que más tarde se incluyeron en la edición de lujo del segundo álbum de la banda, Pinkerton— y una versión bis de «In the Garage». Otra canción, un homenaje a dos mujeres fundadoras del club de seguidores de Weezer, titulada «Mykel & Carli», se grabó durante las sesiones en Electric Lady, pero también fue descartada —esta grabación fue incluida posteriormente como bonus track digital en el álbum recopilatorio Death to False Metal de 2010—. Una versión grabada más tarde de «Mykel & Carli» se incluyó como b-side en el sencillo de «Undone - The Sweater Song».
La banda consideró durante un breve tiempo producir ellos mismos el disco, pero fueron presionados por Geffen Records para que seleccionaran un productor. Finalmente se decidieron por Ric Ocasek; Cuomo explicó su elección: «Siempre había admirado a The Cars y las habilidades de Ric Ocasek para la escritura y la producción». Durante la producción, Ocasek convenció a la banda de que cambiara las pastillas single coil de las guitarras a pastillas humbucker, lo que resultó en un sonido más vivo. Sharp y Cuomo impusieron varias reglas a la grabación, prohibiendo la reverberación e insistiendo en el downpicking de la guitarra. Según el ingeniero Chris Shaw, el «concepto primordial» era tratar las guitarras y el bajo como un único instrumento de diez cuerdas, que tocaba al unísono. Weezer insistió en que las guitarras se mezclaran tan fuerte como las de la canción «Creep» de Radiohead de 1992, enterrando algunas voces.
En medio de las grabaciones, el guitarrista y miembro fundador, Jason Cropper, se enteró de que su novia estaba embarazada y comenzó a actuar de forma errática. Karl Koch, colaborador de Weezer, dijo: «No lo estaba manejando bien... siempre decía que estaba bien, y veinte minutos después estaba en el techo de Electric Lady gritando o algo así». Según Cropper, Cuomo le dijo que no podía permitir que pusiera en peligro el trabajo y le pidió que se marchara. En 2014, el guitarrista opinó que Cuomo había tomado la decisión correcta. Fue reemplazado por Brian Bell. Mientras que la voz de Bell es claramente audible en algunas canciones, Cuomo se encargó de volver a grabar las guitarras de Cropper. Según Ocasek, Cuomo hizo las diez pistas en un día, cada una en un intento, el productor recordó: «Después de que el álbum estuvo completamente grabado, Rivers entró y dijo: 'Voy a despedir al guitarrista y voy a rehacer todas sus partes de guitarra'. Le dije: '¡No puedes hacer eso!' Pero lo hizo. En una sola toma». De todas formas, Bell recibió los créditos como guitarrista en las notas de la cubierta del álbum. Los créditos como escritor de «My Name Is Jonas» que recibió Cropper se debieron a que fue él quien escribió la introducción de la canción.

## Escritura y composición
La mayor parte del álbum fue escrita por Rivers Cuomo, a excepción de «My Name Is Jonas», que fue coescrita por Rivers, Jason Cropper y Patrick Wilson, y «Surf Wax America» y «The World Has Turned and Left Me Here», compuestas y escritas por Cuomo y Wilson. Weezer trata sobre varias experiencias de vida de Cuomo, en las letras se incluyen temáticas como el accidente automovilístico de su hermano, desamores, celos, alcohol y exnovias. El disco está catalogado dentro de los géneros rock alternativo y power pop.
Varias canciones del álbum están inspiradas en experiencias pasadas de Cuomo. «My Name Is Jonas» trata sobre Leaves, el hermano de Cuomo que había resultado gravemente herido en un accidente automovilístico cuando era estudiante del Oberlin College y tenía problemas con el seguro. Cropper fue acreditado como coescritor por ser quien tuvo la idea de la introducción de la canción. «No One Else» y «The World Has Turned and Left Me Here» están relacionadas a través de la letra; Cuomo describió el narrador de «No One Else» como «el celoso-obsesivo estúpido que llevo dentro poniéndose como loco con mi novia» y agregó que «“The World Has Turned and Left Me Here” es el mismo estúpido preguntándose por qué [su novia] se ha marchado». Sobre el sencillo «Undone - The Sweater Song» Cuomo dijo que «se suponía que era una canción triste, pero todo el mundo piensa que es graciosa». El videoclip de la canción fue uno de los primeros trabajos del director Spike Jonze, cuyo set se trataba simplemente de «un escenario azul, una steadicam y una manada de perros salvajes». El video se transformó rápidamente en un éxito en la cadena MTV.
El segundo sencillo de The Blue Album fue «Buddy Holly», cuyo videoclip también fue dirigido por Jonze. El video muestra a la banda tocando en el restaurante de la popular serie de los años 1970 Días felices y combina imágenes contemporáneas de la banda con grabaciones de la serie. El actor de Días felices Al Molinaro hizo un cameo en el videoclip. El video también fue incluido en el CD-ROM de instalación de Windows 95, junto con «Good Times» de Edie Brickell y el trailer de la película Rob Roy. El último sencillo, «Say It Ain't So», estuvo basado en la creencia de Cuomo de que sus padres se separaron cuando tenía cuatro años de edad porque pensaba que su padre era un alcohólico. El video, dirigido por Sophie Muller, no tuvo tanto éxito como el anterior dirigido por Jonze. Mostraba a la banda tocando en el garage de su antigua casa y los músicos jugando hacky attack en el patio.

## Portada
La portada del álbum, fotografiada por Peter Gowland, muestra a Wilson, Cuomo, Sharp y Bell parados de izquierda a derecha de espaldas a un fondo azul. Cuomo reveló que se usó Adobe Photoshop para modificar digitalmente la portada. Cuomo dijo que, mientras que el resto de la banda estaba conforme con la fotografía seleccionada para la cubierta, a Sharp no le gustaba como se veía su cabeza. El director de arte de Geffen usó Photoshop para cambiar su cabeza por la de otra fotografía. Esa imagen fue muy utilizada en la promoción del disco. La portada fue comparada en muchas ocasiones con la de Crazy Rhythms de The Feelies, del que Weezer no tenía conocimiento previo. En cambio, según el historiador de la banda Karl Koch, Cuomo se inspiró en la portada de un cassette «súper barato en una parada de camiones de grandes éxitos de The Beach Boys», que mostraba a los Beach Boys con camisas a rayas frente a un fondo azul.
En algunas ediciones en vinilo del álbum la portada no corta los pies del grupo. En la edición de lujo los pies se pueden ver en la contratapa y también en una camiseta oficial vendida después del lanzamiento de dicha edición.
Dentro del booklet del álbum, Cuomo homenajea a sus antiguas influencias de heavy metal con una foto del garage del grupo ubicado en la avenida Amherst de Los Ángeles —el mismo sitio fue utilizado en el videoclip de «Say It Ain't So»—. A la izquierda de la foto se puede ver un afiche del disco British Steel de Judas Priest, mientras que a la derecha hay un afiche de un concierto en vivo de Quiet Riot. La edición de lujo contiene fotografías adicionales de la banda y letras escritas a mano de cada canción.

## Lanzamiento
The Blue Album fue lanzado el 10 de mayo de 1994. Fue certificado disco de oro por la Recording Industry Association of America (RIAA) aldededor de siete meses después, el 1 de diciembre de 1994, y fue certificado platino el 13 de enero de 1995. Fue certificado doble platino el 8 de agosto de 1995 y triple platino el 13 de noviembre de 1998. El álbum alanzó el número 16 en el Billboard 200. Como sencillo, «Undone – The Sweater Song» alcanzó el número 35 en el UK Singles Chart, y «Buddy Holly» y «Say It Ain't» alcanzaron los números 12 y 37 respectivamente. En Estados Unidos, «Buddy Holly» escaló hasta el puesto número 17 en el Billboard Hot 100 del chart radial.
Una «edición de lujo» del álbum se lanzó el 23 de marzo de 2004, que incluyó el álbum original y un segundo disco, titulado Dusty Gems and Raw Nuggets, con lados B y rarezas. Hasta diciembre de 2007, esta edición había vendido 86 000 copias.

## Recepción crítica
El álbum fue bien recibido por la crítica. La revista Rolling Stone elogió el disco: «Rivers Cuomo de Weezer es genial bosquejando anécdotas (los afiches del juego Dungeons & Dragons y Kiss que inspiraron el desamparado soñador de “In the Garage”), y con inspiraciones como el tempo de vals en “My Name Is Jonas” y líneas de humor autocrítico como “Me parezco a Buddy Holly y tú eres Mary Tyler Moore”, sus canciones congracian fácilmente».
«Buddy Holly» fue recibido con gran popularidad y rotación en MTV y posteriormente el videoclip se llevó cuatro premios en los MTV Video Music Awards, incluyendo los premios a mejor video revelación y mejor video alternativo.

## Legado
Durante los años posteriores a su lanzamiento, The Blue Album se volvió uno de los discos mejores considerados de la década de 1990, apareciendo en varias listas. En 2002, los lectores de la Rolling Stone lo colocaron en el número 21 de los mejores discos de todos los tiempos y en 2003 el álbum ocupó el número 297 en la lista de los 500 mejores álbumes de todos los tiempos según Rolling Stone. La revista Blender incluyó a The Blue Album entre los «500 CDs que debes tener» y lo llamó: «geek rock absoluto, declarado y orgulloso de serlo». Otros medios fuera de Estados Unidos también elogiaron el álbum: The Movement de Nueva Zelanda lo posicionó en el número 39 de su lista de «Los mejores 101 álbumes de los años '90» y Visions de Alemania lo colocó en el 32 de «Los álbumes más importantes de los '90». En noviembre de 2011, The Blue Album llegó al número tres de la lista elaborada por revista Guitar World de los diez mejores álbumes de guitarras de 1994, que incluyó a Stranger than Fiction de Bad Religion en el primer lugar y a Smash de The Offspring en el segundo lugar. Además, el disco llegó al número 25 de la lista «Superdesconocidos: 50 álbumes emblemáticos que definieron 1994» de Guitar World.
Tras el lanzamiento de la edición de lujo las reseñas continuaron siendo favorables. En 2004, PopMatters publicó una reseña muy positiva, afirmando: «Iría tan lejos para declarar The Blue Album como uno de los mejores discos de los últimos veinte años». La Rolling Stone su reacción positiva y lo describió como «grande, vibrante pop-rock que inspiraría a miles de chicos emo». Blogcritics le asignó un puntaje de 10 sobre 10 y reafirmó que «este es uno de los álbumes debut más importantes de los últimos diez años».
Colocando a Weezer en el número 26 de la lista de mejores álbumes de los años 1990, Pitchfork escribió:

En 1994, el rock de los 70 significaba o una versión bastardeada de Led Zeppelin o una reconstrucción de mentira del punk rock. Como nerds de la guitarra, Weezer buscó influencias ahí pero encontró inspiración verdadera en cándidas bandas olvidadas de power-pop como Cheap Trick, Raspberries, 20/20 y The Quick. Lo más impresionante fue que Rivers Cuomo rescató el tapping de los solos de guitarra del metal e ignoró el grunge/punk. Una década después tocar sus guitarras en el aire se siente por lejos menos embarazoso que acompañarlo cantando. Con la ayuda de Spike Jonze, Weezer mantuvo la alegría viva de arena rock, posicionando de manera clave a Weezer como una especie de punto de referencia emo incluso más despistado.
Brent DiCrescenzo

NME aseguró que el álbum «prácticamente inventó la parte melódica del emo». AllMusic calificó al disco con cinco estrellas, explicando que «lo que hace a la banda tan disfrutable es su encantador frikismo; en lugar de cantar sobre desesperación, cantan sobre amor, lo que es de algún modo refrescante en el mundo de guitarras pop empapado de melancolía de los años '90».
The Blue Album ha sido colocado en varias listas recopilatorias de álbumes elaboradas por diversos medios. Algunas de las listas más importantes que incluyen al disco son las siguientes:
| Publicación      | País           | Lista                                          | Año  | Posición |
| ---------------- | -------------- | ---------------------------------------------- | ---- | -------- |
| Blender          | Estados Unidos | 500 CDs que debes tener antes de morir         | 2003 | *        |
| Music Underwater | Estados Unidos | Mejores 100 álbumes de los años 1990–2003      | 2004 | 10       |
| Stylus Magazine  | Estados Unidos | Mejores 101–200 álbumes de todos los tiempos   | 2004 | 177      |
| Pitchfork Media  | Estados Unidos | Mejores 100 álbumes de los años 1990           | 2003 | 26       |
| Rolling Stone    | Estados Unidos | Mejores 500 álbumes de todos los tiempos       | 2005 | 297      |
| Rolling Stone    | Estados Unidos | Mejores 100 álbumes debut de todos los tiempos | 2013 | 35       |

(*) sin orden particular.

## Listado de canciones
Todas las canciones fueron escritas por Rivers Cuomo, excepto las señaladas.

| N.º | Título                                  | Escritor(es)                         | Duración |  |
| 1.  | «My Name Is Jonas»                      | Cuomo, Patrick Wilson, Jason Cropper | 3:23     |  |
| 2.  | «No One Else»                           |                                      | 3:14     |  |
| 3.  | «The World Has Turned and Left Me Here» | Cuomo, Wilson                        | 4:26     |  |
| 4.  | «Buddy Holly»                           |                                      | 2:40     |  |
| 5.  | «Undone - The Sweater Song»             |                                      | 4:55     |  |
| 6.  | «Surf Wax America»                      | Cuomo, Wilson                        | 3:04     |  |
| 7.  | «Say It Ain't So»                       |                                      | 4:18     |  |
| 8.  | «In the Garage»                         |                                      | 3:56     |  |
| 9.  | «Holiday»                               |                                      | 3:26     |  |
| 10. | «Only in Dreams»                        |                                      | 8:03     |  |

La edición de lujo, editada en 2004, incluyó un disco extra titulado Dusty Gems and Raw Nuggets.
| \| N.º \| Título \| Escritor(es) \| Duración \| \| \| 1. \| «Mykel & Carli» \| \| 2:53 \| \| \| 2. \| «Susanne» \| \| 2:47 \| \| \| 3. \| «My Evaline» \| \| 0:44 \| \| \| 4. \| «Jamie» \| \| 4:19 \| \| \| 5. \| «My Name Is Jonas» \| Cuomo, Wilson, Cropper \| 3:39 \| \| \| 6. \| «Surf Wax America» \| Cuomo, Wilson \| 4:01 \| \| \| 7. \| «Jamie» \| \| 4:03 \| \| \| 8. \| «No One Else» \| \| 3:23 \| \| \| 9. \| «Undone - The Sweater Song» \| \| 5:33 \| \| \| 10. \| «Paperface» \| \| 3:01 \| \| \| 11. \| «Only in Dreams» \| \| 5:47 \| \| \| 12. \| «Lullaby for Wayne» \| Cuomo, Wilson \| 3:36 \| \| \| 13. \| «I Swear It's True» \| \| 2:57 \| \| \| 14. \| «Say It Ain't So» \| \| 4:16 \| \| La pistas en el disco extra fueron originalmente lanzadas en las siguientes ediciones: - Las pistas 1 y 3 son parte del sencillo «Undone - The Sweater Song» (1994). - La pista 2 es parte del soundtrack de Mallrats; una mezcla anterior de la misma canción fue incluida en el sencillo de «Undone - The Sweater Song». - La pista 4 es parte de la recopilación DGC Rarities (1994). - Las pistas 5 y 6 son parte del sencillo «Buddy Holly» (1994). - Las pistas 7 y 8 son parte del sencillo «Say It Ain't So» (1995). - Las pistas 9, 10 y 11, antes inéditas, son parte del demo The Kitchen Tape (1992). - Las pistas 12 y 13, antes inéditas, fueron grabadas con Ric Ocasek durante la preproducción de The Blue Album en 1993. - La pista 14 es la versión disponible en las primeras ediciones del álbum. La mezcla fue modificada para el sencillo y más tarde agregada a nuevas versiones del álbum. La mezcla del sencillo es la versión incluida en el primer disco de la edición de lujo. |                             |                        |          |  |
| N.º | Título                      | Escritor(es)           | Duración |  |
| 1. | «Mykel & Carli»             |                        | 2:53     |  |
| 2. | «Susanne»                   |                        | 2:47     |  |
| 3. | «My Evaline»                |                        | 0:44     |  |
| 4. | «Jamie»                     |                        | 4:19     |  |
| 5. | «My Name Is Jonas»          | Cuomo, Wilson, Cropper | 3:39     |  |
| 6. | «Surf Wax America»          | Cuomo, Wilson          | 4:01     |  |
| 7. | «Jamie»                     |                        | 4:03     |  |
| 8. | «No One Else»               |                        | 3:23     |  |
| 9. | «Undone - The Sweater Song» |                        | 5:33     |  |
| 10. | «Paperface»                 |                        | 3:01     |  |
| 11. | «Only in Dreams»            |                        | 5:47     |  |
| 12. | «Lullaby for Wayne»         | Cuomo, Wilson          | 3:36     |  |
| 13. | «I Swear It's True»         |                        | 2:57     |  |
| 14. | «Say It Ain't So»           |                        | 4:16     |  |

## Posicionamiento en listas

### Álbum
| Lista (1995–96)                     | Posición más alta |
| ----------------------------------- | ----------------- |
| Austria (Ö3 Austria)                | 47                |
| Bélgica (Ultratop flamenca)         | 19                |
| Bélgica (Ultratop valona)           | 40                |
| Países Bajos (Album Top 100)        | 48                |
| Finlandia (Suomen Virallinen Lista) | 22                |
| Alemania (Offizielle Top 100)       | 61                |
| Nueva Zelanda (Recorded Music NZ)   | 6                 |
| Noruega (VG-lista)                  | 35                |
| Reino Unido (UK Albums Chart)       | 23                |
| Estados Unidos (Billboard 200)      | 16                |

### Sencillos
| Año  | Canción                     | Posición más alta   | Posición más alta         | Posición más alta       | Posición más alta  | Posición más alta | Posición más alta |
| Año  | Canción                     | EE. UU. Modern Rock | EE. UU. Billboard Hot 100 | EE. UU. Hot 100 Airplay | Reino Unido Top 40 | Suecia            | Países Bajos      |
| ---- | --------------------------- | ------------------- | ------------------------- | ----------------------- | ------------------ | ----------------- | ----------------- |
| 1994 | «Undone - The Sweater Song» | 6                   | 57                        | 74                      | 35                 | –                 | –                 |
| 1994 | «Buddy Holly»               | 2                   | –                         | 18                      | 12                 | 14                | 27                |
| 1995 | «Say It Ain't So»           | 7                   | –                         | 51                      | 37                 | –                 | –                 |

## Personal
Créditos del álbum según las notas de la cubierta.
Weezer
- Brian Bell – guitarra y voz
- Rivers Cuomo – voz y guitarra
- Matt Sharp – bajo y voz
- Patrick Wilson – batería y voz

Producción
- Ric Ocasek – productor
- Chris Shaw – ingeniero
- Hal Belknap, David Heglmeier, Daniel Smoth – ingenieros asistentes
- George Marino – masterización
- Peter Gowland, Peter Orth – fotografía
- Karl Koch – diseño
- Michael Golob – diseño de arte